# Hungría en los Juegos Olímpicos de Oslo 1952
Hungría estuvo representada en los Juegos Olímpicos de Oslo 1952 por un total de 12 deportistas que compitieron en 4 deportes.  
El portador de la bandera en la ceremonia de apertura fue el patinador de velocidad Ferenc Lőrincz.

## Medallistas
El equipo olímpico húngaro obtuvo las siguientes medallas:
| Nombre                    | Deporte            | Competición |
| ------------------------- | ------------------ | ----------- |
| Oro                       |                    |             |
| —                         |                    |             |
| Plata                     |                    |             |
| —                         |                    |             |
| Bronce                    |                    |             |
| Marianna Nagy László Nagy | Patinaje artístico | Parejas     |